# جيفامروثا
جيفامروثا (بالإنجليزية: Jeevamrutha)‏ هو سماد سائل طبيعي. يتم صنعه عن طريق خلط الماء والروث (على شكل سماد) والبول من الأبقار مع بعض الطين من نفس المنطقة حيث سيتم تطبيق السماد في وقت لاحق. ثم يضاف الطعام لتسريع نمو الميكروبات: يمكن استخدام الجاغري أو الدقيق. تم استخدام جيفامروثا من قبل المزارعين الهنود لعدة قرون، ولم يعد صالحًا للاستخدام لبعض الوقت قبل أن يتم إحيائه في 2000.

## المبيدات الحيوية القائمة على البول
المبيدات الحيوية القائمة على البول هي شكل خام من المطهرات التي تحتوي على الكحول وتستخدم على نطاق واسع في قتل الجراثيم/البكتيريا/الفيروسات (بما في ذلك كوفيد 19) في المنازل، وما إلى ذلك. يتم إنتاج كحول الإيثانول من مادة السليلوز ونصف السليلوز الموجودة في أوراق النبات عن طريق التخمير. المعالجة المسبقة للمواد العضوية مع وجود اليوريا أو الأمونيا (2 إلى 2.5٪ بالوزن) في الماشية أو بول الإنسان، يؤدي إلى تدهور مادة اللجنين الليفية الموجودة في المادة العضوية ويسهل خميرة التخمير للوصول إلى استهلاك محتوى السليلوز والهيميسليلوز في المواد العضوية النباتية. تسمى عملية المعالجة هذه بانفجار ألياف الأمونيا البطيء. بشكل عام، يتم إنتاج كحول الإيثانول من الحبوب/الفواكه الغنية بالنشا/السكروز عن طريق تخمير الخميرة. مع المعالجة المسبقة للبول/الأمونيا، يمكن أيضًا تحويل السليلوز والهيميكولوز إلى كحول مفيد (الإيثانول والميثانول) والذي يمكن استخدامه في مكافحة الآفات والمطهرات واستخدامه كوقود للسيارات عن طريق المزج مع البنزين بعد فصل الكحول النقي عن المشروب المخمر. يُطلق على إنتاج الكحول/الوقود الحيوي من السليلوز والهيميسليلوز الجيل الثاني من الوقود الحيوي. يمكن تحسين محتوى الكحول في المبيد الحيوي عن طريق تجميد السائل وإزالة الجليد المتصلب وتخزين السائل المتبقي في حاويات محكمة الغلق لمدة أطول. يمكن استخدام الثلج المجمد لتبريد الغرفة.

### التحضير
يتم سحق أي أوراق طازجة (يفضل النباتات النضرة الرقيقة والأوراق والبراعم) حتى يتم لصقها ويضاف البول الطازج بنسبة 1: 3 (الأوراق: البول بالوزن). يُسمح للبول الذي يحتوي على الكتلة الحيوية بالتفاعل ببطء لمدة يومين حتى تتوقف الفقاعات النشطة. يتم إضافة ثقافة خميرة الخباز المحضرة، عن طريق نقع الخميرة الجافة (1 إلى 2 جم) في السكر/الجاجري الممزوج بالماء (100 مل مقابل 10 لترات من المبيدات الحيوية) في وقت مبكر، إلى الخليط العضوي. يُترك الخليط ليتخمر لمدة أسبوعين ويتم فصل الحمأة الصلبة وعصرها. الكرياتينين الموجود في البول يمنع نمو البكتيريا ولكنه يسمح بنمو الخميرة أو الفطريات. يمكن استخدام الحمأة المنفصلة كسماد عضوي. يستخدم السائل المصفى كمبيد حيوي لقتل البيض واليرقات والآفات البالغة على المحاصيل والأشجار. سيحتوي المبيد الحيوي المحضر على حوالي 10٪ كحول من حيث الحجم يحتوي على الإيثانول والميثانول. المبيد الحيوي غير صالح للأكل ويحتوي على ميثانول سام. يعمل كَسُم إذا استهلكه البشر. يمكن تخزين المبيدات الحيوية لأكثر من عام في عبوات محكمة الإغلاق. ليس للمبيد الحيوي أي رائحة نفاذة على عكس البول المخزن.
الألوة فيرا، صبار الكمثرى، مدار، نفايات محصول الطماطم الطازجة، نفايات محصول برينجل الطازج، الزواحف وأوراقها، نبات المال، صفير الماء، مجد الصباح الوردي، قصب الماء، أوراق بروسوبس جوليفلورا، عشب الكونجرس، سايبيروس مستدير، درنات غير صالحة للأكل وأوراق الموز والجذع والدرنات وأوراق وبراعم اللوتس ونفايات الخضروات هي الأشكال القليلة للكتلة الحيوية الخضراء التي يمكن استخدامها في صنع المبيدات الحيوية.

### الفعاليّة
نظرًا لأن هذا المبيد الحيوي يحتوي على ما يقرب من 10٪ كحول، أثناء الرش على المحاصيل، يجب إجراء اختبار مسبق على عدد قليل من النباتات لملاحظة أي آثار ضارة مثل حرق الأوراق، وتدليها، والذبول، وما إلى ذلك. وبناءً عليه، يجب تخفيف تركيز الكحول في المبيد الحيوي بإضافة الماء. المبيدات التي أساسها الكحول لا تترك أي بقايا على النباتات أو التربة ويتم غسلها بسهولة بالمطر/الماء. كما أن المبيدات الحيوية قابلة للتحلل بشكل طبيعي بمجرد تحقيق الغرض من مكافحة الآفات. عندما يتلامس الكحول مع البيض واليرقات والحشرات وما إلى ذلك، فإنه يتفاعل مع الجلد ويتلف أنسجة الحشرات. كما أن الميثانول الموجود في المبيدات الحيوية يعمل كسم عند تناوله مع كتلة النبات بواسطة الحشرات. هذا المبيد الحيوي فعال على الحشرات التي تأكل الأوراق، والحشرات الماصة للنسغ، والفطريات، وما إلى ذلك.

### المزايا
يمكن صنعه بتكلفة ضئيلة مع توفر أوراق النبات والبول محليًا. ليس له آثار جانبية على التربة والمنتج. يمكن للمزارعين أيضًا كسب دخل إضافي عن طريق تركيب وحدات إنتاج صغيرة لإنتاج الخام الإيثانول/الميثانول الذي سيتم بيعه إلى وحدات التكرير القريبة لإنتاج الميثانول/الإيثانول عالي الجودة لمزج البنزين/الديزل. يمكن استخدام المبولات الحيوية في المجمعات التجارية، والشقق السكنية، وما إلى ذلك عن طريق تركيب وحدات المبيدات الحيوية القائمة على البول. تقلل هذه الوحدات بشكل كبير من استهلاك المياه وتحمل نظام الصرف الصحي في المدن والبلدات.